# One Last Chance
«One Last Chance» es una canción de James Morrison,  y el quinto single de su álbum debut "Undiscovered".
La canción fue escrita por James Morrison, Tim Kellett y Kevin Andrews.
- Datos: Q3882499